# Heinz-Christian Strache

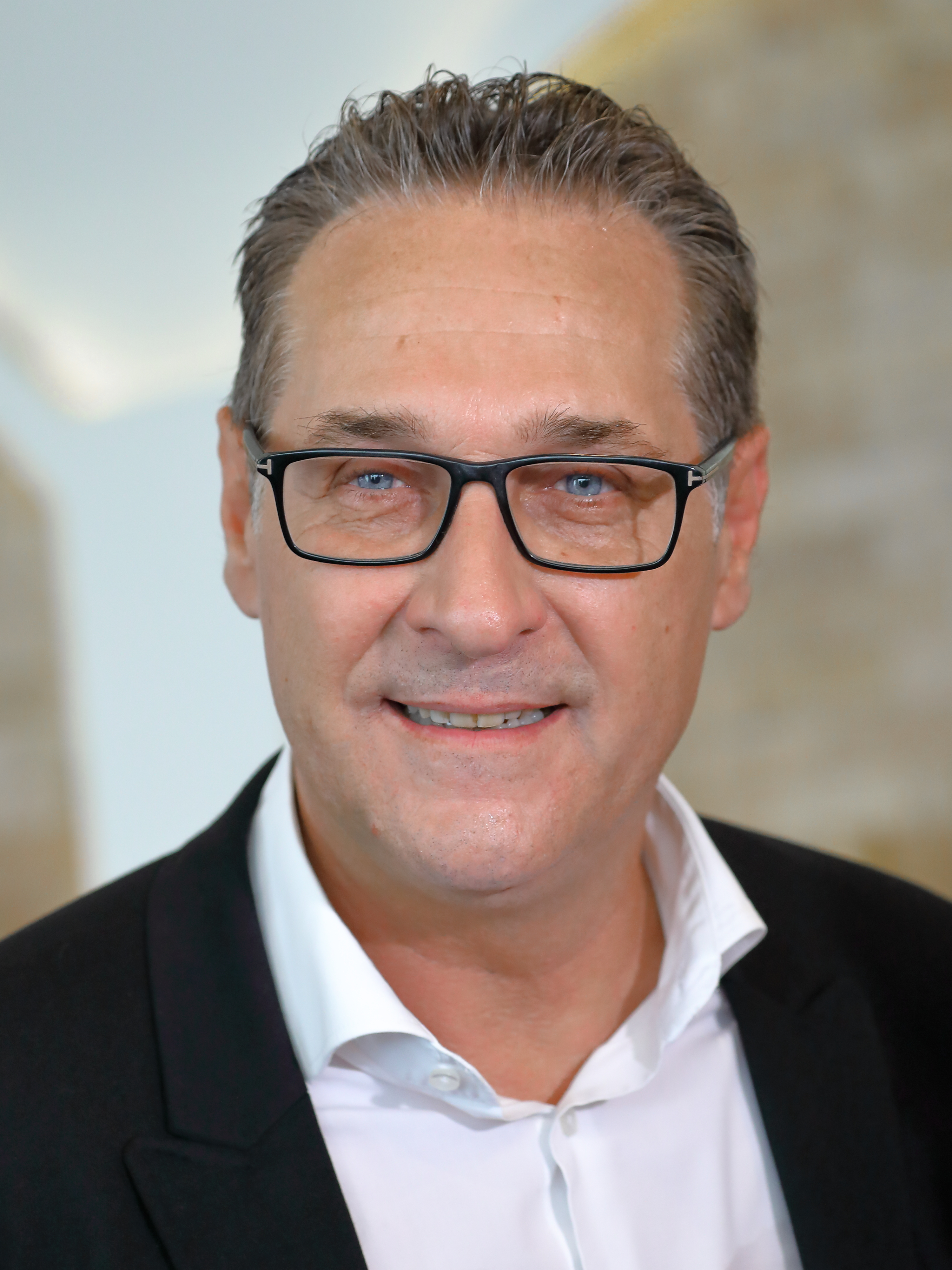
Heinz-Christian Strache (2020)

Heinz-Christian Strache (* 12. Juni 1969 in Wien), in Österreich oft HC Strache genannt, ist ein österreichischer Politiker, der bis 2019 für die FPÖ aktiv war. Er war ab 2006 Klubobmann seiner Partei im Nationalrat und als solcher ab 2008 auch Oppositionsführer im Parlament, ehe er im Dezember 2017 Vizekanzler und am 8. Jänner 2018 Bundesminister für öffentlichen Dienst und Sport der Bundesregierung Kurz I wurde. Strache war langjähriger Bundesparteiobmann der FPÖ, Landesparteiobmann der FPÖ Wien und Bezirksparteiobmann des 3. Wiener Gemeindebezirks.
Am 18. Mai 2019 erklärte Strache als Folge der Ibiza-Affäre seinen Rücktritt als Vizekanzler und FPÖ-Parteiobmann. Nach seiner Niederlage bei der Nationalratswahl 2019 und Vorwürfen der Veruntreuung von Parteigeldern kündigte er am 1. Oktober 2019 den vollständigen Rückzug aus der Politik an und ließ seine Mitgliedschaft in der FPÖ ruhen.
Noch am selben Tag wurde auf einer Parteivorstandssitzung seine Mitgliedschaft aufgehoben, darüber hinaus erfolgte am 13. Dezember 2019 sein Ausschluss aus der FPÖ.
Bei der Wiener Landtagswahl 2020 trat Strache als Spitzenkandidat der neu gegründeten Partei Team HC Strache, vormals DAÖ, an. Zugleich übernahm er das Amt des Bundesparteiobmanns des THC. Die Partei scheiterte letztlich mit 3,27 Prozent klar an der Fünf-Prozent-Hürde und verpasste den Einzug in den Wiener Landtag sowie Gemeinderat. Im Mai 2025 gab Strache bekannt, dass er seine politische Karriere als Bezirksrat in Floridsdorf fortsetzt, wo ihm bei der Bezirksvertretungswahl in Wien 2025 der Einzug in die Bezirksvertretung mit einem Mandat gelungen ist.

## Leben

### Herkunft und Familie
Die Familie von Heinz-Christian Straches Vater stammte aus Reichenberg im böhmischen Sudetenland (heute Tschechien). Die Urgroßeltern studierten zunächst an der Universität Prag. Sie wurden nach Straches Angaben aus ihrer Heimat vertrieben und flüchteten nach Wien. Der Urgroßvater war Diplom-Ingenieur und starb zwischen 1945 und 1947 als Zwangsarbeiter an einem Herzinfarkt.
Erich Wild, Straches Großvater mütterlicherseits, stammte aus Heidelberg, gelangte 1938 als Wehrmachtssoldat beim Anschluss Österreichs nach Neunkirchen (Niederösterreich), wo er seine spätere Frau kennen lernte. Während eines Fronturlaubs heirateten die beiden, 1944 kam Straches Mutter zur Welt. Im Jahr 1945 starb der Großvater, zehn Jahre später die Großmutter. Straches Mutter wuchs schließlich bei ihrer Tante auf.
Marion Strache (1944–2024), eine Drogistin, zog ihren Sohn im Wiener Stadtteil Erdberg (3. Bezirk) in der Keinergasse faktisch alleine auf. Sein Vater Heinz-Roland Strache maturierte am französischen Lycée Français de Vienne und studierte zunächst Welthandel. Er brach sein Studium jedoch ab, ließ die Familie zurück und bereiste als „Aussteiger“, Reiseleiter und Schriftsteller die Welt.

### Ausbildung und berufliche Tätigkeiten
Strache verbrachte seine Volks- und Hauptschulzeit im Internat. Zunächst besuchte er von 1975 bis 1979 die katholische Volksschule in der Neulandschule Laaerberg, anschließend vier Jahre lang die Hauptschule der Schulbrüder in Strebersdorf. Nach der Hauptschule wechselte er an die Handelsschule Weiss im 3. Wiener Gemeindebezirk, die er nach einem Jahr wieder verließ. Er absolvierte stattdessen eine vierjährige Lehrausbildung zum Zahntechniker. Nach der Lehre leistete Strache im Jahr 1990 seinen achtmonatigen Präsenzdienst im Bundesheer bei den Jägern und durchlief bei den Sanitätern der Van-Swieten-Kaserne in Wien-Stammersdorf eine vorbereitende Kaderausbildung (vbK) zum Unteroffizier der Miliz. Sein letzter Dienstgrad war Korporal.
Strache erwarb die Studienberechtigung und begann kurzzeitig ein Studium der Geschichtswissenschaften an der Universität Wien. Ohne Studienabschluss machte sich Strache anschließend selbstständig und gründete 1993 das zahntechnische Unternehmen Dental Labor Strache GmbH, das bis 1998 Bestand hatte. Ab 2000 war er zwei Jahre als Prokurist bei der Care Partners Werbeberatungs GmbH tätig und bis 2004 auch deren Gesellschafter.

### Kontakte in die Neonazi-Szene
Strache wurde im Alter von 15 Jahren Mitglied der schlagenden und deutschnationalen Schülerverbindung Wiener pennale Burschenschaft Vandalia. Dort kam er in Kontakt mit Neonazis wie Gottfried Küssel, dem Leiter der später verbotenen VAPO, und Franz Radl. Er verliebte sich in Gudrun, eine Tochter von Norbert Burger, mit der er sieben Jahre lang liiert war. Gemeinsam mit ihr verbrachte er viele Wochenenden mit der Familie Burger in Kirchberg am Wechsel. Später bezeichnete Strache den Vater seiner Ex-Partnerin auch als „Vaterersatz“. Durch den Kontakt zu ihm lernte er weitere Rechtsextremisten kennen.
Strache nahm um 1985/1986 an von Burschenschaftern organisierten, nationalen Zeltlagern in Kärnten teil und beteiligte sich in Zweikirchen bei Sankt Veit an der Glan mit einigen österreichischen Neonazis, darunter Andreas Thierry und Jürgen Hatzenbichler, an Übungen in militärischer Kleidung mit Gummiknüppeln und, vermutlich, Pumpguns und Gewehren. Straches Kontakte und Aktivitäten wurden am 23. August 2007 durch sieben Fotografien und zwei Zeugenaussagen, eine davon von Ewald Stadler, nachgewiesen. Fünf der Fotos hatte Strache zuvor selbst dem ORF vorgelegt und die Darstellungen als harmlose Paintball-Spiele zum Aggressionsabbau mit (damals) „unbescholtenen“ Teilnehmern erklärt. Die übrigen zwei Fotos der Serie zeigen die Teilnehmer mit, für Paintball unüblichen, Waffenarten; diese wurden 2008 veröffentlicht.
Am 31. Dezember 1989 nahm er an einem Treffen der neonazistischen Wiking-Jugend nahe Fulda teil. Strache meinte später dazu, er habe Silvester 1989 zusammen mit Vertretern der Wiking-Jugend an einer Aktion an der innerdeutschen Grenze teilgenommen, um Care-Pakete für die DDR-Bürger über die Grenze zu werfen. Er sei nie Mitglied der Wiking-Jugend gewesen und habe seit damals keinen Kontakt mehr zu ihr gehabt. Strache wurde dort zwar vom Bundesgrenzschutz festgenommen, dies sei jedoch nur zur Feststellung seiner Identität erfolgt.
1990 besuchte Strache als FPÖ-Mitglied eine Wahlkampfveranstaltung der Gruppe Nein zur Ausländerflut, nach der die Polizei ihn kontrollierte. Spitzenkandidat der Gruppe war der Rechtsextremist Horst Rosenkranz, auf ihrer Wahlliste kandidierten unter anderem der Holocaustleugner Gerd Honsik und Straches Bekannter Franz Radl. Die Gruppe wurde wegen NS-Wiederbetätigung nicht zur Wahl zugelassen.
Ebenfalls 1990 nahm Strache an einer Veranstaltung der rechtsextremen DVU in Passau teil. Dabei nahm die deutsche Polizei ihm einen Schreckschussrevolver ab. Er habe diesen zum Selbstschutz vor „Glatzköpfen“ bei sich getragen und dafür eine Geldbuße zahlen müssen, erklärte Strache 2007 nach Bekanntwerden des Vorgangs.
In einem Adressbuch, das bei einer Hausdurchsuchung bei dem Rechtsextremisten Franz Radl im Jahr 1993 beschlagnahmt wurde, war auch ein „Heinrich Strache“ vermerkt. So sei Strache nach Aussage einer Tochter von NDP-Chef Norbert Burger in dieser Zeit genannt worden. Strache bemerkte dazu, dies seien „Geschichterln“. Da werde etwas konstruiert.
Einen Kontakt zu Küssel und seine Teilnahme an einer Art Wehrsportübung in Niederösterreich bestätigte Strache 2009 in einer Monografie von Nina Horaczek und Claudia Reiterer. An das genaue Jahr könne er sich nicht mehr erinnern, aber er habe die Teilnahme abgebrochen und sei entsetzt wieder nach Hause gefahren. „Im Zuge dieses ganzen Treibens war mir klar, das sind Leute, das ist ein Wahnsinn. Das ist für mich sozusagen der Bereich, wo ich überhaupt nicht mit kann.“
Im Juni 2019 deckte die Wiener Wochenzeitung Falter auf, dass Strache wesentlich länger als bisher bekannt in der rechtsextremen Szene aktiv gewesen sei – nämlich für mindestens fünf Jahre. Noch im November 1990 habe er unter seinem Vandalia-Verbindungsnamen „Heinrich d[er] Glückliche“ eine Postkarte der rechtsradikalen Burschenschaft Olympia zum Andenken an den einstigen Wehrmachtsoffizier, „Ritterkreuzträger“ und Olympioniken Robert Colli mit „Deutschen Heilgrüßen“ und „Heil Deutschland“ mitunterzeichnet. Dies geschah also zu einer Zeit, zu der er „bereits 21 Jahre alt und seit über einem Jahr FPÖ-Funktionär in Wien“ war.

### Politische Karriere

#### Wiener Stadt- und Landespolitiker (1991–2005)
Anfang der 1990er Jahre lernte Strache den Zahnarzt und damaligen FPÖ-Bezirksobmann in Wien-Landstraße, Herbert Güntner, kennen. Durch diese Bekanntschaft kam er mit der FPÖ in Kontakt und wurde Mitglied der Partei. Im Alter von 21 Jahren wurde er 1991 jüngster Bezirksrat in Wien, drei Jahre später löste er Güntner als FPÖ-Bezirksobmann des 3. Bezirks ab.
Im Jahr 1996 schied er in seiner Position als Bezirksrat aus, wurde Abgeordneter im Wiener Landtag und Mitglied des Landesparteivorstandes der FPÖ Wien. Zwischen 1997 und 1998 war er außerdem Geschäftsführender Landesobmann des Rings Freiheitlicher Jugend (RFJ). Im Landtag setzte er sich unter anderem gegen die von der SPÖ und den Grünen beschlossene „Stadtbürgerschaft“ und das Ausländerwahlrecht in Wien ein. Gemeinsam mit der Österreichischen Volkspartei (ÖVP) klagten die Freiheitlichen erfolgreich gegen das Wahlrecht für Nicht-EU-Bürger beim Verfassungsgerichtshof, der das Gesetz als verfassungswidrig einstufte.
Im Jahr 2004 wurde Strache als Nachfolger von Hilmar Kabas zum Parteiobmann der Wiener FPÖ gewählt und Mitglied des Bundesparteivorstandes. Zu dieser Zeit wurde über mögliche EU-Beitrittsverhandlungen mit der Türkei beraten und die österreichische Regierung hatte dazu keine einheitliche Position. Während der damalige Kärntner FPÖ-Landeshauptmann Jörg Haider Beitrittsverhandlungen befürwortete, lehnte Strache Beitrittsverhandlungen ab und forderte eine Volksabstimmung. Strache vertrat damals die Position, dass die Türkei kein Teil Europas sei.

#### Bundesparteiobmann der FPÖ (2005–2019)
Nach Wahlverlusten der FPÖ in mehreren Bundesländern wurde eine Kampfkandidatur Straches um den Posten des Bundesparteiobmanns gegen Jörg Haiders Schwester Ursula Haubner erwartet. Zu einem offenen Machtkampf zwischen Haider und Strache kam es jedoch nicht, da Haider und alle FPÖ-Regierungsmitglieder im April 2005 die FPÖ verließen und das Bündnis Zukunft Österreich (BZÖ) gründeten. Daraufhin übernahm Hilmar Kabas interimistisch die Parteiführung und übergab sie am 23. April 2005 an Strache, der am FPÖ-Parteitag zum Bundesparteiobmann gewählt wurde.
Trotz der Turbulenzen um die FPÖ und Umfragewerten zwischen sieben und zehn Prozent konnte diese unter Strache in der darauffolgenden Landtags- und Gemeinderatswahl in Wien 2005 überraschend 14,8 Prozent der Stimmen und 13 Gemeinderatssitze erreichen. Dies bedeutete zwar einen Verlust von 5,3 Prozent, der Rückgang fiel jedoch deutlich geringer aus, als die Umfrageergebnisse vorausgesagt hatten. Die FPÖ wurde drittstärkste Partei im Wiener Landtag und Strache, inzwischen ähnlich wie schon Karl-Heinz Grasser mit dem Kürzel KHG oder Hans-Peter Martin mit HPM im Politikmarketing seiner Partei meist mit der Abkürzung HC Strache bezeichnet, wurde Klubobmann der FPÖ im Wiener Landtag.
Mehrere Nichtregierungsorganisationen und Tageszeitungen stuften die Wahlkampagne der FPÖ in Wien 2005 unter seiner Führung als fremdenfeindlich ein.
In der Aussage „Die SPÖ macht keine Politik für die Ärmsten der Armen, sondern für die Wärmsten der Warmen“ von Strache beim Wahlkampfauftakt der FPÖ sah der Leiter des Ludwig Boltzmann Instituts für Menschenrechte Manfred Nowak eine Diskriminierung von Homosexuellen. Im Wahlkampf ließ Strache den Wahlslogan „Wien darf nicht Istanbul werden!“ plakatieren. Dabei bezog er sich auf die Kunstinstallation „Kanak Attack. Die dritte Türkenbelagerung“ des Künstlers Feridun Zaimoglu an der Kunsthalle Wien, wo das Museum von türkischen Flaggen verhüllt worden war.
Als Bundesparteiobmann nahm Strache im Sommer 2005 auch erstmals bei den alljährlich stattfindenden ORF-Sommergesprächen teil, wo ihm Armin Wolf nachweisen konnte, dass eine Zusammenfassung des Buchs „Der Waldgang“ von Ernst Jünger auf der Homepage von Strache ein Plagiat des ehemaligen Neonazis und Journalisten Jürgen Hatzenbichler war.
Im Wahlkampf zur Nationalratswahl 2006 schaltete die FPÖ mit Strache als Spitzenkandidaten eine Kampagne über Anzeigen und Plakate, unter anderem mit Aussagen wie „Deutsch statt nix versteh’n'“ und „Daham statt Islam“. Die maßgeblich vom FPÖ-Generalsekretär Herbert Kickl entworfene Kampagne wurde von mehreren Organisationen als fremdenfeindlich und rassistisch eingestuft.
Strache erreichte gemeinsam mit seiner Partei bei der Nationalratswahl 2006 11,03 Prozent der Wählerstimmen, was ein leichtes Plus von 1,02 Prozent im Vergleich zur Wahl 2002 bedeutete. Mit 21 Mandaten war die FPÖ gleichauf mit den Grünen die viertgrößte Partei des österreichischen Parlaments. Da sich die Regierungsbildung der späteren Großen Koalition zunächst als langwierig erwies, befürwortete Strache während der Regierungsbildung eine Konzentrationsregierung und schloss eine Koalition mit dem BZÖ und den Grünen vehement aus.

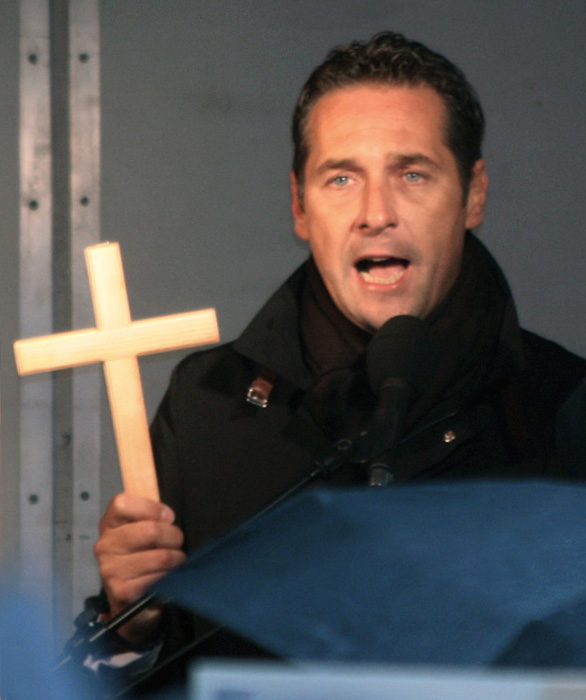
Strache auf einer Demonstration am Friedrich-Schmidt-Platz gegen den Ausbau eines islamischen Kulturzentrums in Wien-Brigittenau im Mai 2009

Während Strache sich in den 1990er-Jahren noch zum völkischen Antiklerikalismus bekannt hatte, trat er 2009 mit einem Kreuz in der Hand als Redner auf, um die Gegenwart des Christentums zu demonstrieren. Im selben Jahr nahm er das Bekenntnis zur „deutschen Volksgemeinschaft“, das 1997 vorübergehend gestrichen worden war, wieder in das „Handbuch freiheitlicher Politik“ auf, wodurch es erneut offizieller Bestandteil des Parteiprogramms wurde.
In dieser Zeit griff Strache neben Ausländern auch zunehmend den Islam an: Ein „Kulturkampf“ habe längst begonnen, da der Islam nicht nur eine Religion sei, sondern auch ein totalitäres Rechts- und Gesellschaftssystem. Der Islamismus sei der „Faschismus des 21. Jahrhunderts“ und das Symbol dieser Ideologie sei die Moschee mit dem Minarett. Deshalb forderte Strache ähnlich wie Jörg Haider und später auch die Schweizerische Volkspartei ein Bauverbot für Minarette und Deutsch als Pflichtsprache für Predigten in Moscheen. Es gebe unter Muslimen „Rassismus gegen Christen und die europäische Kultur“. Der Islam habe die Aufklärung nicht mitgemacht und sei „Politik, Gesetz und Religion“. Noch vor Inkrafttreten des neuen Islamgesetzes bezeichnete er das vorgesehene Verbot der Auslandsfinanzierung islamischer Gemeinden als „Placebo“.
Eine 2007 von der Tageszeitung Österreich veröffentlichte Fotografie von einem Treffen des Wiener Korporationsringes von 1989 zeigt Strache in Tracht sitzend mit drei erhobenen, gestreckten und gespreizten Fingern der rechten Hand, wobei er eine vor ihm stehende Person anschaut. Die Zeitung deutete das als „Kühnengruß“, eine von dem deutschen Neonazi Michael Kühnen erfundene Variante des Hitlergrußes, der in Österreich nicht explizit verboten ist. Das Foto sollte belegen, dass Strache sich dieser Szene damals zugehörig gefühlt und gezeigt habe. Strache bestritt dies und erklärte die Geste als alten „Gruß der Südtiroler Freiheitskämpfer“, zog diese Erklärung aber zurück und erklärte, er könne sich nicht mehr daran erinnern, was er mit dieser Geste signalisieren wollte, und verglich sie mit der Bestellung von „drei Bier“.
Zwei Tage später distanzierte er sich in einer eigens anberaumten Pressekonferenz von Rechtsextremismus und verglich Medienberichte über rechtsextreme Kontakte und Symbolhandlungen seiner Person mit dem Stil des nationalsozialistischen Hetzblatts Der Stürmer. Strache bestritt die Aussagen der Tageszeitung und verklagte sie. Der als Gutachter im Gerichtsprozess bestellte Historiker Gerhard Botz erklärte im Jänner 2008, es sei „das Naheliegendste“, dass es sich um den Kühnengruß handle.
Im Zuge der Verhandlungen über den Vertrag von Lissabon ab dem Jahr 2007 sprach sich Strache gegen eine Unterzeichnung Österreichs aus und forderte eine Volksabstimmung. Er befürchtete, dass durch dessen Ratifizierung Österreich seine Neutralität verlöre, und positionierte sich gegen eine „zentralistische“ Europäische Union. „Österreicher wollen keine Brüsseler Verfassungsdiktatur, sondern selbst über ihre Zukunft entscheiden.“ In den Folgejahren kritisierte er häufig die EU und forderte mehrmals ein Referendum über den Verbleib Österreichs darin. Nichtsdestotrotz gründete die FPÖ unter Strache und sein Parteikollege Andreas Mölzer 2007 gemeinsam mit anderen europäischen rechten bis rechtsextremen und EU-skeptischen Parteien die EU-Parlamentsfraktion „Identität, Tradition, Souveränität“, die aber nur bis zum Jahresende bestand.
Strache und die FPÖ versuchten immer wieder auf europäischer Ebene mit anderen rechten Parteien eine EU-Parlamentsfraktion zu bilden, was jahrelang scheiterte. Schließlich gelang im Jahr 2015 die Gründung der Fraktion Europa der Nationen und der Freiheit.
Beim 28. ordentlichen Parteitag der FPÖ in Innsbruck 2007 wurde Strache mit 94,85 Prozent der Delegiertenstimmen zum Obmann wiedergewählt.
Nach der Gründung des Kosovo 2008 sprach sich Strache gegen ein von Serbien unabhängiges Kosovo aus und bezeichnete sich selbst als „Freund der Serben“. Im selben Jahr kam es zu einem Bruch zwischen den Regierungsparteien ÖVP und SPÖ und es standen vorgezogene Nationalratswahlen bevor. Strache trat als Spitzenkandidat der FPÖ an und erreichte 17,54 Prozent der Stimmen und damit 34 von 183 Sitzen im österreichischen Parlament. Mit einem Stimmenzuwachs von 6,61 Prozent wurde die FPÖ nach ÖVP und SPÖ drittstärkste Kraft.
Beim Landesparteitag der FPÖ Wien am 20. Juni 2010 wurde Strache mit 99,12 Prozent als Wiener Landesparteiobmann der FPÖ bestätigt und als Spitzenkandidat und somit auch Bürgermeisterkandidat zur bevorstehenden Landtags- und Gemeinderatswahl in Wien 2010 nominiert. Kernthemen des Wahlkampfes der FPÖ waren Sicherheit, Arbeitsplätze, Integration und Ausländer mit dem Wahlziel, mindestens 20 Prozent zu erreichen und die absolute Mandatsmehrheit der SPÖ in Wien zu brechen. Strache erreichte mit der FPÖ bei dieser Wahl 25,77 Prozent der Stimmen, was einem Stimmenzuwachs von 10,94 Prozent entsprach. Mit 27 Mandaten wurde die FPÖ in Wien zweitstärkste politische Kraft.
Bei der Landtags- und Gemeinderatswahl in Wien 2015 erreichte Strache mit der FPÖ Wien 30,79 Prozent der abgegebenen Stimmen und damit ihr bisher bestes Ergebnis in der Bundeshauptstadt. Das ausgegebene Ziel, die SPÖ zu überholen, wurde zwar verfehlt, aber man konnte ein Drittel der Mandate im Wiener Landtag erreichen und hat seither verstärkte Oppositionsrechte (Sperrminorität, Bundesrechnungshof kann angerufen werden).
Am 4. März 2017 wurde Strache mit seinem bisher höchsten Ergebnis in Höhe von 98,7 Prozent der Delegiertenstimmen zum Bundesparteiobmann wiedergewählt und vom Bundesparteivorstand einstimmig als Spitzenkandidat für die Nationalratswahl in Österreich 2017 nominiert.
Am 13. Juli 2017 wurde Strache durch Nationalratspräsidentin Doris Bures das Große Goldene Ehrenzeichen mit dem Stern für Verdienste um die Republik Österreich verliehen. Zuvor hatte der damalige Bundespräsident Heinz Fischer 2012 seine Unterschrift unter die Verleihungsurkunde verweigert.
Ab Jänner 2018 war er Präsident der Österreichischen Sporthilfe, im Juni 2018 wurde er im Rahmen der Sporthilfe-Generalversammlung für die Funktionsperiode bis 2022 gewählt.
Im Oktober 2018 wurde Strache und dem ehemaligen FPÖ-Vizekanzler Herbert Haupt anlässlich des zehnten Todestages von Jörg Haider von dessen Witwe die „Jörg-Haider-Medaille für Verdienste um die politische Erneuerung“ überreicht. Mit dieser „Geste der Versöhnung“ sollte der Streit zwischen FPÖ und BZÖ endgültig beigelegt werden.
Am 18. Mai 2019 trat Strache aufgrund der Ibiza-Affäre als Bundesparteiobmann der FPÖ zurück. Zum Nachfolger als Bundesparteiobmann wurde Norbert Hofer designiert, als Nachfolger als Wiener Landesparteiobmann wurde Dominik Nepp nominiert.
Als Präsident der Sporthilfe folgte ihm im September 2019 Eduard Müller nach.

#### Spesenaffäre, Suspendierung der Parteimitgliedschaft und Ausschluss (2019)
Im Zusammenhang mit einem Verdacht auf Bestechung und Bestechlichkeit gegen Peter Sidlo, durch politische Zusicherungen bezüglich des Wiener Glücksspielgesetzes in den Finanzvorstand der Casinos Austria gelangt zu sein, hat am 12. August 2019 laut einer Bestätigung der Wirtschafts- und Korruptionsstaatsanwaltschaft eine Hausdurchsuchung unter anderem bei Strache stattgefunden.
Am 23. September 2019 wurden Details zu laufenden Ermittlungen der Staatsanwaltschaft über ein mutmaßliches Spesenkonto von Heinz-Christian Strache veröffentlicht. Laut dem Wiener FPÖ-Landesparteiobmann Dominik Nepp sollte das Spesenkonto einen monatlichen Verfügungsrahmen von 10.000 Euro aufgewiesen haben.
Die Wiener Abgeordnete Dagmar Belakowitsch widersprach hingegen Nepps Aussage, die Einrichtung des Spesenkontos für Strache sei von der Wiener Landespartei abgesegnet worden.
Nepp zufolge sei der Beschluss allerdings im Präsidium gefällt worden, dem Belakowitsch nicht angehört, und nicht im Vorstand. Am 25. September dementierte Heinz-Christian Strache die Vorwürfe und behauptete, das erwähnte Spesenkonto stand seinem ganzen Büro zu beruflichen Zwecken zur Verfügung.
Laut Berichten österreichischer Medien Ende September 2019 forderte die Wiener FPÖ den überdies seit Mai 2019 überwiesenen Mietzuschuss von monatlich 2.500 Euro, insgesamt 11.500 Euro, zurück, der laut Nepp für Straches Haus in Klosterneuburg bezahlt wurde, weil dieser dort auch Delegationen empfangen habe.
Überdies tauchten Ende 2019 Fotos einer großen Menge an gebündeltem Geld in einer Tasche bzw. einem Rucksack in Straches Auto auf, die Straches ehemaliger Fahrer und Leibwächter 2013 gemacht habe. Nach Auswertung der Bilder im Auftrag von Spiegel und Süddeutscher Zeitung durch einen Fotoforensiker gebe es „keinerlei Hinweise auf mögliche Manipulationen“.
Die Bilder liegen Straches Ermittlungsakte der Staatsanwaltschaft bei. Erhoben wurde der Vorwurf, dass das Geld, 10 Millionen Euro, von ukrainischen Oligarchen stamme und dafür im Gegenzug Thomas Schellenbacher 2013 als deren Verbindungsmann auf die Nationalratswahlliste gesetzt worden sei und durch den Verzicht anderer vor ihm gereihter FPÖ-Kandidaten dieses Mandat auch wirklich bekommen habe. Bereits 2016 hatte ein Kaufmann, der nach eigenen Angaben sein zugesagtes Vermittlungshonorar nicht erhalten habe, in einem Zivilverfahren Schellenbacher auf zwei Millionen Euro geklagt. Ermittlungen der Korruptionsstaatsanwaltschaft wurden 2018 eingestellt, der Kaufmann will nach Auftauchen der Fotos das Verfahren jedoch mittels Wiederaufnahmsklage neu aufrollen lassen. Strache und die beteiligten Personen bestritten die Vorwürfe. Am 31. Dezember 2019 bestätigte der Justizminister, dass die Korruptionsstaatsanwaltschaft das Ermittlungsverfahren fortführe.
Am 1. Oktober 2019 gab Strache seinen Rückzug aus der Politik und das Ruhenlassen seiner Parteimitgliedschaft (was laut Parteistatuten nicht möglich ist) bekannt. Als Gründe gab er den Schutz seiner Familie sowie die Verhinderung einer Zerreißprobe und Spaltung der Partei an. Noch am selben Tag wurde Strache auf einer Sitzung des Parteivorstands suspendiert. In der Zeit wertete Judith Innerhofer Straches Beteuerung, er wolle keine Parteispaltung, als Warnung an die Adresse seiner Partei, denn niemand wisse so viel wie Strache über die Vorgänge im Innersten der Partei. Dass er nicht ausgeschlossen, sondern lediglich suspendiert wurde, sei ein „Joker“, den man sich vorbehalte, denn bei Erhärtung der Vorwürfe sei ein Parteiausschluss auch später noch möglich. Britta Hilpert (ZDF) zog das Fazit, Strache sei endgültig gefallen „nicht wegen des Ibiza-Videos, wegen des Anscheins der Korrumpierbarkeit und der Missachtung unabhängiger Presse“, sondern „über sein selbstherrliches Gehabe mit dem Vermögen seiner Partei“. Ein „Lebensstil in Saus und Braus“ sei den Mitgliedern und Wählern „der selbsternannten Kleine-Leute-Partei FPÖ“ nicht zu vermitteln gewesen. Peter Münch (Süddeutsche Zeitung) kommentierte, der österreichische Wähler habe bei der Parlamentswahl die FPÖ „abgestraft“ und die Partei habe „die Bestrafung weitergereicht an ihren früheren Vorsitzenden“ Strache. Münch wies darauf hin, dass die Affären jedoch „nicht nur auf ein persönliches Versagen, sondern auf ein Versagen des Systems hindeuten“, denn die Partei habe Strache nach dem Ibiza-Skandal „noch viereinhalb Monate Deckung gewährt“ und erst nach öffentlichem Bekanntwerden von Straches mutmaßlichem Lebensstil auf Parteikosten nach einem Parteiausschluss gerufen.
Ende Oktober 2019 deaktivierte die FPÖ den Facebook-Account Straches, der zuletzt noch 786.000 Follower hatte, und entzog ihm alle Rechte für diese Seite. Bereits nach der Ibiza-Affäre wurden Strache die alleinigen Administratorenrechte genommen; alle von ihm getätigten Beiträge wurden vor der Veröffentlichung von der Partei geprüft. Eine von Straches Anwalt gesetzte Frist zur Herausgabe der Daten ließ die FPÖ verstreichen. Für diesen Fall hatte Straches Anwalt gerichtliche Schritte angekündigt. Die Partei, die Straches Account zuvor mit ihrer Seite fusionieren wollte, was aber von Facebook untersagt worden war, argumentierte, die Seite sei sowohl finanziell als auch personell von der Partei betrieben worden und damit ihr Eigentum. Auch im Impressum ist sie als Medieninhaberin vermerkt.
Anlässlich des Ausschlusses seiner Frau Philippa aus der FPÖ schrieb Strache im Oktober 2019 auf seiner privaten Facebook-Seite, dass die „Herren an der neuen Parteispitze lieber eine junge Frau und Mutter diskreditieren, als sich ihre eigenen Schwächen einzugestehen“. Sie hätten ein „Problem mit Frauen, und besonders mit starken Frauen“. Er selbst habe Fehler gemacht und könne sich „vom Geschehenen nicht häuten“. Es gebe laut Strache Redeverbote und einen Angriff auf die Meinungsfreiheit unter den FPÖ-Mitgliedern. Strache kritisierte außerdem „eine innere Destabilisierung unserer Partei“; Hofer und Kickl sollten sich „endlich zusammenreißen“.
In einer Antwort der Parteispitze wurde Strache „ersucht“, „die Suspendierung zur Kenntnis zu nehmen“. Er habe „damit alle Rechte eines Mitglieds verloren“. Bereits zuvor hatte Strache auf Facebook geschrieben: „Keine Sorge, ich komme nicht nur auf der Facebookfanseite wieder.“
Ende November 2019 schrieb Strache auf Facebook: „Ich biete der FPÖ die Aufhebung meiner Suspendierung (diese war eine anti-freiheitliche Vorverurteilung) und Rückkehr als Parteichef an. Die Parteibasis soll entscheiden. Machen wir eine demokratische Basis-Abstimmung.“ Ungefähr 12 Stunden nach diesem Eintrag änderte Strache „Parteichef“ in „Wiener Parteichef“ um und wollte darüber abstimmen lassen, wer die FPÖ „in die Zukunft“ und in die Wiener Wahl 2020 führen solle. Kurz darauf forderte er die Rücknahme des Parteiausschlusses seiner Frau. Der Wiener FPÖ-Landesparteisekretär Michael Stumpf erinnerte daraufhin an Straches Erklärungen, sich vollständig aus der Politik zurückzuziehen, die er „nie bezweifelt“ habe, und FPÖ-Generalsekretär Christian Hafenecker empfahl Strache „Selbstreflexion“ und schloss Straches endgültigen Parteiausschluss nicht mehr aus. Christoph Schwarz fühlte sich im Kurier durch Straches Gebaren – auch durch dessen Auftritt und Rede auf einer Kundgebung gegen das Rauchverbot – „an alte FPÖ-Wahlkämpfe“ erinnert. Strache gebe den „Volkstribun“; er wettere gegen jenes System, dem er selbst lange angehört habe, und werde sich auch durch die Partei „nicht (mehr) aufhalten lassen“. Oliver Das Gupta (Süddeutsche Zeitung) stellte fest, dass Straches „völliger Rückzug aus der Politik“ nicht einmal zwei Monate angedauert habe; sein Rückkehrvorschlag sei intern als „dreist, destruktiv und abgehoben“ aufgenommen worden.
Am 13. Dezember 2019 wurde Strache aus der FPÖ ausgeschlossen. Strache selbst sprach daraufhin von einer „Vorverurteilungsmaschinerie“. Von einem vollständigen Rückzug aus der Politik ist laut FAZ jedenfalls „längst keine Rede mehr“, dieser habe „auch nie wirklich stattgefunden“. Den Vorsitz der DAÖ (Die Allianz für Österreich), die durch drei im Dezember 2019 aus der FPÖ ausgetretene Politiker gegründet worden war, wollte Strache nicht übernehmen, das müsse ein anderes, nachhaltigeres Projekt sein, so Strache.

#### Engagement für DAÖ bzw. Team HC Strache

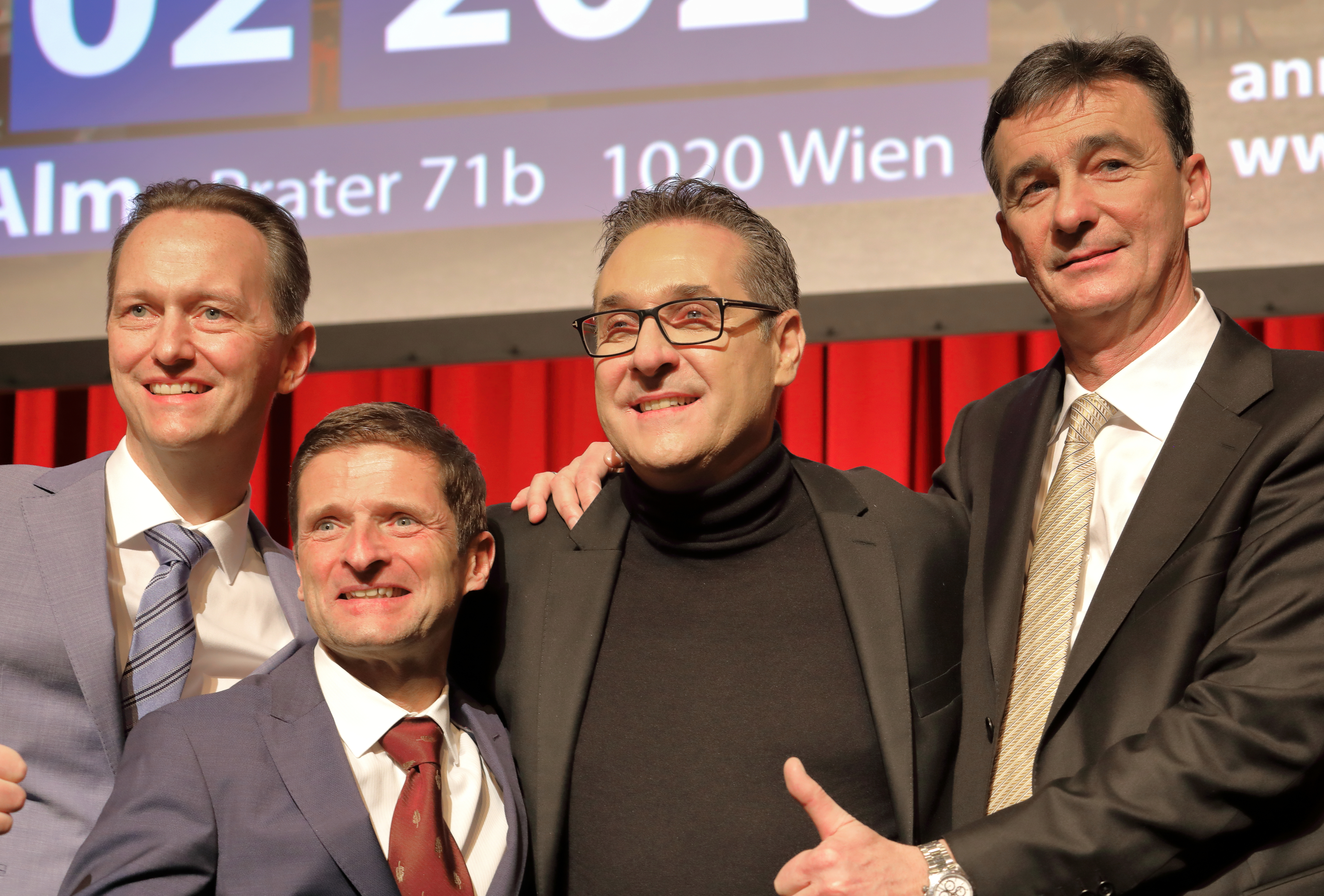
Heinz-Christian Strache mit den DAÖ-Gründern bei deren „Neujahrstreffen“ im Jänner 2020

Beim Neujahrsempfang der DAÖ im Januar 2020 in den Wiener Sofiensälen trat Strache als Gastredner auf. Er sprach sich gegen eine „muslimische Mehrheitsgesellschaft“ aus und kritisierte erneut Norbert Hofer, Herbert Kickl und Manfred Haimbuchner für deren politischen Kurs. Funktionäre hätten auch „auf [s]eine Kosten sehr gut gelebt“ und die FPÖ habe mit seinem Ausschluss „Kopf, Herz und Seele“ verloren. Sein weiteres Engagement innerhalb der DAÖ ließ er offen, man müsse laut Strache „noch ein paar konkrete Sachen durchsprechen für eine Bürgerbewegung und eine Liste HC Strache“. Gegenüber der Tageszeitung Österreich sagte Strache, er sei „die letzten 14 Jahre der Erfolgsfaktor der FPÖ in Wien“ gewesen. Sein größter Fehler sei es gewesen, als FPÖ-Chef zurückzutreten. Beim politischen Aschermittwoch der DAÖ Ende Februar 2020 bezeichnete Strache das Bündnis als erste Keimzelle für die neue Bürgerbewegung, mit der er bei der Landtagswahl in Wien antreten werde. Ende April 2020 sagte Strache, die „neue rot-weiß-rote Bürgerbewegung“ werde als „Hüter der Verfassung“ auftreten, und versprach: „Wir passen darauf auf, dass die momentan Mächtigen in diesem Land es nicht zu weit treiben.“
Am 15. Mai erklärte Strache offiziell, als Spitzenkandidat mit einer neuen Partei, dem Team HC Strache – Allianz für Österreich, im Oktober 2020 bei der Landtagswahl in Wien anzutreten. Mit dieser offiziellen Erklärung wurde auch die DAÖ in Team HC Strache umbenannt. Strache verkündete dabei, man sehe sich „als Gegengewicht und Gegenbewegung zu einer völlig aus dem Ruder laufenden Globalisierung der Welt und einer Gesellschaft, die immer mehr entwurzelt wird“.
Bei der Landtags- und Gemeinderatswahl in Wien 2020 scheiterte die neue Partei mit 3,27 Prozent am Einzug in den Gemeinderat und Landtag. Strache vertrat trotzdem die Ansicht, seine Partei sei „nach der ÖVP die […] mit den meisten Zugewinnen“. Das Bündnis konnte jedoch bei den Bezirksvertretungswahlen in zahlreichen Bezirken Mandate erringen, allerdings ließ Strache wissen, er wolle „sicher nicht“ Bezirksrat werden, und kündigte an, ein Medium gründen zu wollen. Er werde aber die künftigen Bezirksräte des Teams Strache unterstützen, wo er könne.
Im April 2021 äußerte Strache inmitten einer FPÖ-internen Führungsdebatte zwischen Norbert Hofer und Herbert Kickl den Wunsch, wieder der FPÖ beizutreten, und kritisierte Hofers Führungsstil. Jedoch schlossen sowohl Hofer als auch Kickl, ebenso der Wiener Landesparteichef Dominik Nepp und FPÖ-Generalsekretär Michael Schnedlitz, eine Rückkehr Straches in die Partei aus.
Nach der Bezirksvertretungswahl in Wien 2025 wurde er am 11. Juni 2025 als Bezirksrat der Bezirksvertretung Floridsdorf angelobt.

## Politische Positionen

### Wirtschafts- und Sozialpolitik
Die FPÖ behielt unter Strache die wirtschaftsliberale Orientierung der Haider-Ära bei, als offizielle Partei-Orientierung gelten eine leicht regulierte freie Marktwirtschaft, Privatisierungen und ein funktionaler Wohlfahrtsstaat.
Strache forderte vor der Nationalratswahl 2017 eine Senkung der Abgabenquote auf unter 40 Prozent. Er wollte die kalte Progression abschaffen und „Personen, die noch nie ins Sozialsystem eingezahlt haben“, die Mindestsicherung kürzen. Strache forderte eine Mindestpension in Höhe von 1.200 Euro.

### Südtirolfrage
Im Jahr 2007 forderte Strache für die italienische Provinz Südtirol mehr Selbstbestimmung und wünschte sich „ein Tirol von Kufstein bis Salurn“. Des Weiteren forderte er die Begnadigung der Mitglieder des Befreiungsausschusses Südtirol. Im Jahr 2016 bekräftigte Strache seinen Wunsch und sprach sich im Gespräch mit der italienischen Zeitung La Repubblica für ein Referendum zur Wiedervereinigung Tirols aus. Strache und die türkis-blaue Bundesregierung setzen sich seit 2017 für die Einführung von österreichisch-italienischen Doppelstaatsbürgerschaften für Südtiroler ein und haben dies in ihrem Regierungsprogramm festgeschrieben. Diese Pläne wurden vom damaligen italienischen Innenminister Matteo Salvini abgelehnt.

### Direkte Demokratie
Strache ist ein Befürworter der direkten Demokratie und nennt die Schweiz als Vorbild bei einer stärkeren Etablierung dieses politischen Systems in Österreich. So soll die Bevölkerung das Recht haben, Volksabstimmungen erzwingen zu können, indem es als Initiativrecht in der Legislative verankert wird. Sollte ein Volksbegehren eine bestimmte Anzahl an Unterstützern übersteigen, soll es zwingend zu einer Abstimmung darüber kommen. 2011 forderte er eine verbindliche Volksabstimmung ab 150.000 Unterschriften eines Volksbegehrens. Nach dem 2018 durchgeführten Volksbegehren „Don’t smoke“, das von knapp unter 900.000 Österreichern unterschrieben wurde, verwies Strache auf den Koalitionspakt mit der ÖVP, der eine Hürde von 900.000 Unterschriften vorsehe, welche nicht erreicht worden sei. Zudem plane die türkis-blaue Bundesregierung erst ab 2022 bei Erreichen dieser Hürde verbindliche Volksabstimmungen durchzuführen.

### Klimawandel
Laut Strache ist eine große Mitschuld des Menschen am Klimawandel nicht unbedingt erwiesen. Es gebe wissenschaftliche Bewertungen, dass „der menschliche Einfluss prozentuell so klein ist, dass man sagen muss, es wird nicht vom Menschen abhängen.“ So verweist Strache auf natürliche Entwicklungen. Auch Grönland sei, so Strache, „einmal ein grünes Land [gewesen], mit Weinanbau“. Der Astrophysiker Ray Weymann sowie der Geologe Svend Funder betonen hingegen, dass allenfalls Getreideanbau und – an den Küsten – Viehwirtschaft möglich gewesen seien, es dort jedoch nie warm genug gewesen sei, um Weinreben zu ziehen. Der altnordische Name Vinland für die Küsten Grönlands und Nordamerikas müsse keineswegs mit Weinland übersetzt werden, sondern könne ebenso Wiesen- oder Weideland bedeuten.
Der Standard zählte Strache zu den Leugnern des vom Menschen verursachten Klimawandels. Auch ein Sprecher der österreichischen Umweltschutzorganisation Global 2000 kritisierte, Strache zeige mit seinen Verharmlosungen, dass er die Erkenntnisse der Klimawissenschaft nicht ernst nehme.

### Bildung
Strache fordert ein Kopftuchverbot in öffentlichen Bildungseinrichtungen und bekennt sich zum Kreuz in der Klasse.
Ab dem vierten oder fünften Lebensjahr soll es nach Strache eine verpflichtende Deutsch-Vorschule geben, wenn Kinder Defizite in der deutschen Sprache aufweisen. Eine Gesamtschule lehnt Strache ab und bezeichnet sie als Nivellierung nach unten.

### Familienpolitik
Strache lehnt das Adoptionsrecht für Homosexuelle ab. Er will, dass Eltern gegenüber kinderlosen Bewerbern mit gleicher Qualifikation am Arbeitsmarkt bevorzugt werden.

### COVID-19-Impfung
Ende 2020 sagte Strache, er werde sich nicht gegen COVID-19 impfen lassen, wenn „es einen Impfstoff gibt, der eine gentechnische Veränderung beinhaltet, wie alle Experten bereits mitteilen“. Die Presse bezeichnete diese Behauptung Straches als „nachweislich falsch“, wenn „eine gentechnische Veränderung beim Menschen gemeint“ sei, „wie man nach Straches Äußerung meinen könnte“. Die Faktenchecker der Nachrichtenagentur Reuters gingen dem Ursprung dieser Falschangaben nach und stießen dabei auf ein YouTube-Video, das sich in rechten Kreisen verbreitet hatte. Strache nahm auch an mehreren Kundgebungen gegen die Corona-Maßnahmen der Regierung und die angekündigte Impfpflicht teil.

### Russischer Angriffskrieg gegen die Ukraine
Nach dem russischen Überfall auf die Ukraine gründete Strache 2022 eine „Plattform für Frieden und Neutralität“. Im Dezember veranstaltete diese unter Straches Moderation in Wien eine Podiumsdiskussion. Der Standard bezeichnete die Diskussionsteilnehmer (Andreas Mölzer, Peter Fichtenbauer, Christina Baum, Heinrich Fiechtner und Efgani Dönmez) als „hart rechte und russophile Gästeschar“. Strache sagte auf dieser Konferenz, es gehörten „immer zwei zum Streiten“. Er warf dem Westen vor, es gebe „keine lauten und hörbaren Friedensinitiativen“, man habe Russland nicht an den Verhandlungstisch gebeten. Im Februar 2023 hielt Strache in Dresden eine Rede auf einer Veranstaltung rechter Bewegungen und Parteien zum ersten Jahrestag des russischen Überfalls. Weitere Redner waren u. a. der Pegida-Gründer Lutz Bachmann sowie die AfD-Politiker Björn Höcke und Jörg Urban. Die Demonstration glich laut taz „eher einer Hetz- und Kampfkundgebung“.

### Veröffentlichungen
Strache veröffentlichte Texte auf Journalistenwatch, einer Plattform der Neuen Rechten.

## Kontroversen

### European Security Services GmbH
Strache war seit 2002 Teilhaber einer Firma für die Fremdfinanzierung von Zahnersatz, die nach seinem Ausscheiden im Jänner 2004 in eine European Security Services GmbH (ESS) für Objekt- und Personenschutz umgewandelt wurde. Ein News-Artikel von 2005, wonach die umgewandelte Firma „Söldner“ für den Irak ausgebildet habe, führte zu einer parlamentarischen Anfrage, die den Bericht zitierte: „Strache hat mit dem Söldnerbusiness freilich nichts zu tun.“ Verteidigungsminister Günther Platter antwortete, es gebe bei der Firma „bislang keine Anhaltspunkte für eine behördlich zu verfolgende strafbare Handlung nach § 320 StGB“, so dass man nicht von Söldnerausbildungen sprechen könne.
Die Kleine Zeitung, die 2009 eine Kenntnis Straches von angeblichen illegalen Praktiken seiner früheren Firma vermutet hatte, wurde 2010 wegen übler Nachrede verurteilt. ÖVP-Generalsekretär Fritz Kaltenegger erhielt 2010 eine Geldstrafe für seine öffentliche Falschbehauptung, Strache werbe Jugendliche für eine Söldnerausbildung an. Straches folgende Zivilklage wurde jedoch abgewiesen.

### Haltung zu Wehrmachtsdeserteuren
In Deutschland wurde im September 2009 das Gesetz zur Aufhebung nationalsozialistischer Unrechtsurteile in der Strafrechtspflege umfassend erweitert, so dass damalige Deserteure nun generell, nicht mehr erst nach Einzelfallprüfung, als NS-Justizopfer rehabilitiert wurden. Strache lehnte eine Diskussion über die österreichische Gesetzgebung dazu ab, weil Deserteure der Wehrmacht „oftmals Mörder gewesen“ seien und „eigene Kameraden und Soldaten vielleicht teilweise auch erschossen und umgebracht“ hätten. Damit übernahm er eine Ansicht von Siegfried Kampl, der dafür von einer Parlamentsmehrheit gesetzlich am Vorsitz im Bundesrat gehindert und dann aus seiner Partei, dem BZÖ, ausgeschlossen worden war.
Der Politologe Walter Manoschek hatte im Regierungsauftrag 1300 Fälle österreichischer Deserteure der NS-Zeit mit dem Ergebnis untersucht, dass nur zweimal Tötungsdelikte vorlagen. Daher bezeichnete er Straches Aussage, dass mindestens 15 Prozent der Deserteure Mörder gewesen seien, als „völlig abstrus“.

### Streit mit dem ORF (2010–2016)
Bei einer FPÖ-Veranstaltung am 12. März 2010 erschien der ORF-Reporter Eduard Moschitz mit zwei jugendlichen Skinheads und einem Kamerateam. Vor laufender Kamera warf Strache dem Reporter vor, die beiden zum Ruf „Sieg Heil“ angestiftet und sie dafür bezahlt zu haben, um ihn öffentlich zu diskreditieren. Er erstattete Anzeige gegen Moschitz und die Skinheads wegen NS-Wiederbetätigung. Nachdem der ORF den betreffenden Ausschnitt einige Tage später ins Internet gestellt hatte, warf Strache dem ORF Manipulation der Originalaufzeichnung vor.
Am 28. Juli zeigte der ORF-Sendungsverantwortliche Christian Schüller Strache wegen Falschaussage und Verleumdung an. Der ermittelnde Staatsanwalt beantragte die Aufhebung seiner Immunität; dem gab der Nationalrat am 22. September statt. Ein Gerichtsgutachten hatte am 19. September nach „grober“ Untersuchung ergeben, weder Bildfolge noch das Tonband der ORF-Sendung seien manipuliert worden. Dass man Zwischenrufe auf dem polizeilich beschlagnahmten Tonband zuvor herausgeschnitten habe, sei „nicht sehr wahrscheinlich“. Auch das Fraunhofer-Institut für Digitale Medientechnologie untersuchte den vom ORF ins Netz gestellten Audio- und Videomitschnitt der Sendung mit dem Ergebnis, dass sich kein derartiger Ruf identifizieren ließ.
Strache sah seinen Manipulationsvorwurf jedoch als erwiesen an. Er wurde im Dezember 2010 erstmals wegen möglicher Falschaussage vernommen; nach einem profil-Bericht wurde das Verfahren gegen ihn erst auf Weisung des Oberstaatsanwalts eingeleitet.
Ein zweites gerichtliches Gutachten bestätigte im Mai 2011, dass auf der Aufnahme kein rechtsextremer Zwischenruf feststellbar und keine Manipulation nachweisbar, aber auch nicht auszuschließen ist. Im Mai 2013 wurden die Verfahren gegen Moschitz und Strache eingestellt, weil die angezeigten Tatbestände (Manipulation der ORF-Tonbänder bzw. ein Ausruf wie „Heil Hitler“ oder „Sieg Heil“ sowie eine Verleumdung durch Strache) nicht bewiesen werden konnten.
Die von Moschitz eingebrachte Klage gegen die FPÖ wegen übler Nachrede und Verletzung der Unschuldsvermutung wurde im Mai 2014 vom Wiener Straflandesgericht abgewiesen. Richter Stefan Apostol sah es als erwiesen an, dass er die beiden so wie von Strache ausgesagt bedrängt habe. Das Urteil wurde im März 2015 durch das OLG Wien aufgehoben und zur neuerlichen Verhandlung und Entscheidung an das Erstgericht zurückverwiesen.
Im April 2016 wurde die FPÖ zu einer Entschädigungszahlung verurteilt und verpflichtet, das Urteil zu veröffentlichen. Diese Entscheidung wurde im Juni 2016 vom OLG Wien bestätigt.

### Aussagen beim Wiener Korporations-Ball 2012
Am 27. Jänner 2012 soll Strache nach einem Bericht des Standard gegenüber Gästen des Wiener Korporations-Balls auf angebliche Brandanschläge von Gegendemonstranten hingewiesen und diese mit den Sätzen „Wir sind die neuen Juden“ und „Das war wie die Reichskristallnacht“ kommentiert haben.
Alle österreichischen Parteien außer der FPÖ kritisierten die berichteten Aussagen Straches. Die Israelitische Kultusgemeinde Wien als Mitorganisator der Gegendemonstrationen kündigte eine Strafanzeige gegen ihn an. Bundespräsident Heinz Fischer verweigerte daraufhin seine Unterschrift für die Verleihung des Großen Goldenen Ehrenzeichens mit dem Stern für Verdienste um die Republik Österreich an Strache, das Politikern üblicherweise nach zehn Jahren im Nationalrat verliehen wird.
In der ORF-Sendung Zeit im Bild 2 vom 31. Jänner 2012 erklärte Strache, seine Aussagen seien völlig verdreht und aus dem Zusammenhang gerissen worden. Er habe nur angesichts von „Todesangst“ von Besuchern über Beschimpfungen und teils gewaltsame Proteste erklären wollen, wie „totalitäre Massenpsychosen“ entstünden. Der Satz zu den Juden sei ein Zitat von Jörg Haider gewesen.

### Streit um Karikatur
Im August 2012 veröffentlichte Strache auf Facebook eine bekannte Karikatur mit einem dicken Mann, der laut Bildtitel „die Banken“ symbolisierte. Die Nase der Figur war in Straches Version zu einer Hakenform geändert worden, die Manschettenknöpfe glichen nunmehr Davidsternen. Diese geänderten Details wurden in der Öffentlichkeit als antisemitische Stereotype kritisiert. Strache bestritt, dass das Bild Davidsterne zeigte, und beklagte, man unterstelle ihm Antisemitismus. Anfang 2013 stellte die Staatsanwaltschaft Wien diesbezügliche Ermittlungen gegen Strache wegen Verhetzung ein.
Die damalige Justizministerin Beatrix Karl (ÖVP) erklärte in einer parlamentarischen Anfrage der SPÖ dazu, dass durch die „Karikatur nicht gegen die Gesamtheit der jüdischen Bevölkerung gehetzt wurde, sondern – wie sich aus dem die Karikatur begleitenden Text ergab – Kritik an der österreichischen Bundesregierung und dem von dieser beschlossenen Euro-Rettungsschirm geübt werden sollte“ und das Ermittlungsverfahren deshalb eingestellt wurde. Im Juni 2018, im Vorfeld eines Besuches von Bundeskanzler Kurz (ÖVP) in Israel, wurde die Zeichnung von der Facebook-Seite Straches, inzwischen Vizekanzler einer ÖVP-FPÖ-Koalitionsregierung, entfernt.

### Klage des ORF gegen Facebook-Posting (2018)
Ende Februar 2018 verklagte der ORF Strache wegen der Behauptung, der Sender verbreite falsche Nachrichten. Der Politiker hatte am 13. Februar 2018 einen Beitrag auf Facebook geteilt, in dem dem ORF vorgeworfen wurde, „Fake News, Lügen und Propaganda“ auf all seinen Kanälen zu verbreiten. Auch griff Strache den Journalisten Armin Wolf direkt an, bot diesem aber später eine Entschuldigung an. Der ORF unter seinem Generaldirektor Alexander Wrabetz fasste das geteilte Posting als Verleumdung und Diskreditierung seiner 800 Journalisten auf. Der Sender behält sich das Recht vor, Schadensersatz zu fordern. Ebenfalls verklagte der ORF Facebook, weil sich das Unternehmen geweigert haben soll, den von Strache geteilten Beitrag zu löschen. Am 13. März 2018 einigten sich die Parteien außergerichtlich. Strache wird sich demnach per Inserat in der „Kronen Zeitung“ sowie zehn Tage lang auf seinem Facebook-Profil für den Vorwurf der Lüge entschuldigen. Strache zahlt neben den Verfahrenskosten eine 10.000-Euro-Entschädigung.

### Interview mit der „Kronen Zeitung“ (April 2019)
Im April 2019 sagte Strache in einem Interview mit der Kronen Zeitung, die FPÖ „gehe den Weg für unser Heimatland Österreich, den Kampf gegen den Bevölkerungsaustausch, konsequent weiter, wie es die Menschen von uns auch erwarten“. Strache benutzte mit dem Wort „Bevölkerungsaustausch“, das eine Verschwörungstheorie bezeichnet, der zufolge die Bevölkerung Europas unter Regie geheimer Eliten planmäßig durch Zuwanderer ersetzt werden solle, einen Kampfbegriff, der vor allem von der rechtsextremen Identitären Bewegung verwendet wird. Erst Anfang des Monats hatte sich Strache auf einem Landesparteitag in Oberösterreich von der Identitären Bewegung distanziert, wofür er von Bundeskanzler Kurz gelobt worden war. Zustimmung und Lob erhielt Strache für seine Wortwahl im Kronen-Interview von Martin Sellner von der Identitären Bewegung Österreich. Bundeskanzler Kurz betonte in einem ORF-Interview, dass dieses Wort nicht seinem Sprachgebrauch angehöre und es keine „Verwobenheit“ mit den Identitären geben dürfe, was Strache klargestellt habe. Für den Journalisten Benjamin Konietzny sind Straches Wortwahl und der Zeitpunkt kein Zufall. In 14 Jahren Bundespolitik habe Strache den Begriff fünf Mal verwendet. Jetzt, drei Wochen nach seinen „großspurige[n] Distanzierungen“ von den Identitären, strecke er diesen „wieder die Hände entgegen“, indem er ihren zentralen Kampfbegriff verwende. Diese „Versöhnungsgeste“ sei auch als „Wahlkampfmanöver“ vor der Europawahl zu verstehen. Zudem kritisierte Konietzny, dass Strache versucht habe, „den Begriff Rechtsextremismus zu verwässern“. Strache hatte in dem Interview gesagt, um Rechtsextremismus handele es sich „nur dort“, wo jemand versuche, „seine politischen Ziele mit Gewalt durchzusetzen“. Laut Konietzny hätten dann nach dieser Logik auch „Holocaustleugnung, Rassismus, Antisemitismus, Hitlerverehrung [und] alle verabscheuungswürdigen und menschenfeindlichen Ausprägungen des Rechtsextremismus“ eine Daseinsberechtigung, „so lange eben die Komponente der Gewalt nicht erfüllt“ sei.

### Ibiza-Affäre (2019)
Am 17. Mai 2019 veröffentlichten die Süddeutsche Zeitung und das deutsche Nachrichtenmagazin Der Spiegel Auszüge aus einem ihnen zugespielten Video vom Juli 2017, das in einer Villa auf der spanischen Insel Ibiza heimlich aufgenommen worden war. Das insgesamt sechsstündige Video zeigt ein Treffen Straches und seines Vertrauten Johann Gudenus mit mehreren unbekannten Personen, darunter einer Frau, die sich den beiden gegenüber als Nichte eines russischen Oligarchen ausgibt. Dieser bot Strache den Kauf der österreichischen Kronen Zeitung und Wahlkampfhilfen für die FPÖ bei der Nationalratswahl in Österreich 2017 an.
In dem Gespräch stellte Strache ihr als Gegenleistung dafür unter anderem staatliche Aufträge und eine Privatisierung von gewinnbringenden Teilen der öffentlichen Daseinsvorsorge in Aussicht, falls die FPÖ an die Regierung käme.
Zudem erläuterte Strache eine möglicherweise illegale Parteifinanzierung unter Umgehung der Meldungspflicht beim Rechnungshof und sprach einen Umbau des österreichischen Mediensystems nach dem Vorbild des ungarischen Ministerpräsidenten Viktor Orbán an. Strache (wie auch Gudenus) kehrte dabei den ganzen Abend lang wiederholt und von sich aus zu Themen wie einer möglichen Übernahme der Kronen Zeitung durch die vermeintliche Oligarchin und Gegenleistungen der Politik zurück. Außerdem beschrieb er die Möglichkeit, mithilfe von (im Ausland publik gemachtem) kompromittierendem Material aus dem Privatleben seiner politischen Konkurrenten eine Kettenreaktion immer neuer Enthüllungskampagnen in Gang zu setzen, mit denen die anderen österreichischen Parteien sich gegenseitig überziehen würden.

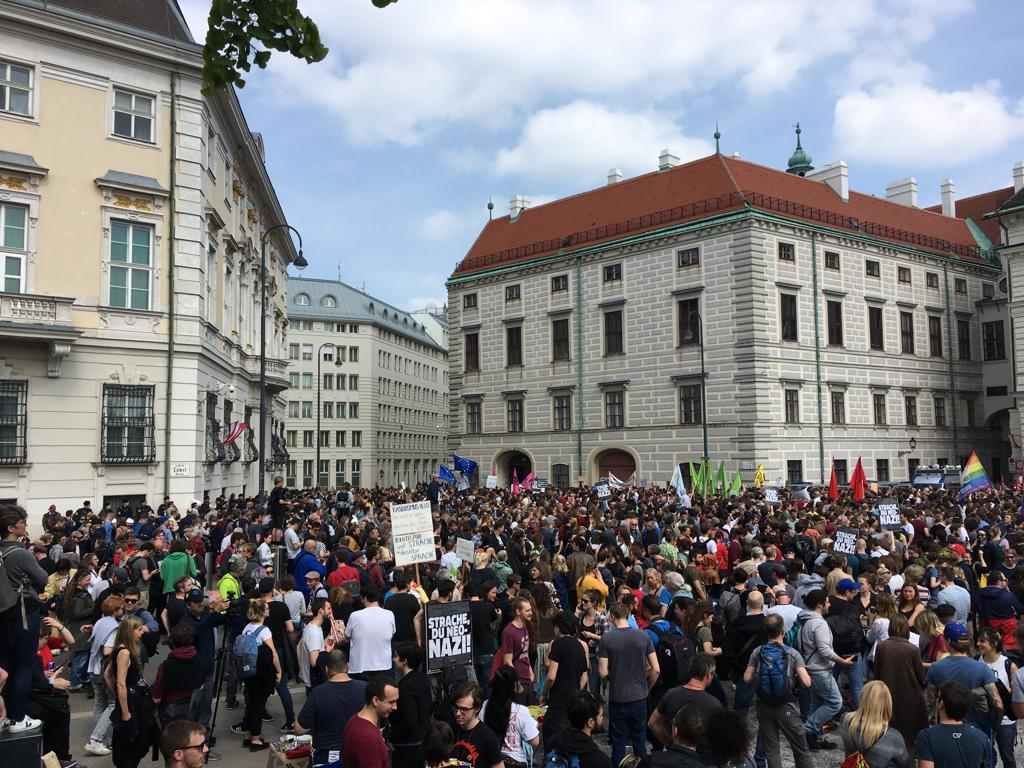
Demonstration „Rücktritt Jetzt!“ am 18. Mai 2019 am Ballhausplatz

Laut SZ-Chefredakteur Kurt Kister habe es auf dem Videomaterial noch „viele entlarvende, manche eklige und etliche fast Mitleid erregende Sequenzen gegeben“. Die meisten davon seien „privater Natur und sollen das auch bleiben“.
Strache und Gudenus hatten das Treffen und ihre Aussagen Tage zuvor gegenüber den beiden recherchierenden deutschen Medien bestätigt, jedoch betont, dass sie in „feuchtfröhlicher Urlaubsatmosphäre“ gefallen seien und sie im Gesprächsverlauf mehrfach „auf die relevanten gesetzlichen Bestimmungen und die Notwendigkeit der Einhaltung der österreichischen Rechtsordnung“ hingewiesen hätten. Nach dem Bekanntwerden forderten viele österreichische politische Gegner und Medienvertreter Straches Rücktritt als Vizekanzler und eine sofortige Beendigung der Regierungskoalition mit der FPÖ von Bundeskanzler Sebastian Kurz. Die SPÖ brachte eine Sachverhaltsdarstellung bei der Wirtschafts- und Korruptionsstaatsanwaltschaft ein, um die Vorkommnisse auf strafrechtlich relevantes Verhalten untersuchen zu lassen.
Strache trat am 18. Mai 2019 als Vizekanzler und FPÖ-Parteiobmann zurück. In seiner Erklärung dazu bezeichnete er die Aufnahme und Bekanntgabe des Videos als „Schmutzkübel-Aktion“, „gezieltes politisches Attentat“ und „geheimdienstlichen Angriff“. Die veröffentlichten Ausschnitte seien aus dem Zusammenhang gerissen worden. Er habe während des Gesprächs mehrfach auf der Einhaltung der Gesetze bestanden. Zugleich betonte er: Es sei „alkoholbedingtes Machogehabe“ und „eine besoffene Geschichte“ gewesen. Zum Schluss räumte er ein, das Treffen sei „dumm“, „unverantwortlich“, ein „Fehler“ gewesen. Zugleich kündigte er rechtliche Schritte an, auch gegen die, die das Treffen angebahnt hatten, um die Vorwürfe gegen ihn „mit allen Mitteln“ zu entkräften. Er entschuldigte sich bei seiner Frau und beim Bundeskanzler. Der Politikwissenschaftler Peter Filzmaier bewertete im ORF Straches Erklärung und seine Beschuldigungen als Versuch, die Täter-Opferrolle umzudrehen. Im Spiegel schrieb Nils Minkmar: „In völliger Verdrehung der Situation skandalisiert er den Umstand der geheimen Aufnahme, ohne das Offensichtliche einzuräumen: Dass es nichts zu senden gegeben hätte, wenn er nicht solche konkreten Pläne zur Umgestaltung Österreichs formuliert hätte. […] Er versank mit einem Boot, das er selbst gezimmert hat.“ Am 21. Mai, drei Tage später, schrieb Strache auf Facebook, er wolle „die Hintermänner des kriminell erstellten Videos […] ausfindig machen“, gleichzeitig werde er seine „Unschuld beweisen“. Am 24. Mai sprach Strache auf Facebook von seinen Äußerungen als „Gedankenspielen“, die zwar auf dem „politischen Parkett inakzeptabel“ seien, aber die Gedanken seien frei und ebenso deren Artikulation. Er frage sich, welche „wirtschaftlichen oder politischen Interessen hinter der Destabilisierung“ Österreichs stecken könnten, und habe Strafanzeige gegen drei Personen eingereicht. Die an der Publikation des Videos beteiligten SZ-Journalisten Bastian Obermayer und Frederik Obermaier wiesen darauf hin, dass es Strache selbst war, der noch im März 2018 gegenüber einer Zeitung gesagt hatte, wenn ein Amtsträger Hinweise auf Korruption erhalte, müsse er handeln, ansonsten mache er sich strafbar.
Bundeskanzler Sebastian Kurz kündigte am Tag nach der Veröffentlichung des Videomaterials eine Beendigung der Regierungskoalition und Neuwahlen an: „[…] auch wenn die Methoden […] verachtenswert sind, der Inhalt, der ist einfach, wie er ist.“ Er habe nicht den Eindruck gewonnen, dass es in der FPÖ den Willen gäbe, die Partei zu ändern, was „dringend notwendig“ wäre; sie schade dem Ansehen des Landes. Bundespräsident Alexander Van der Bellen bezeichnete die Vorgänge als ein „verstörendes Sittenbild“ und „beschämend“, sprach davon, dass „die vierte Macht […] ihre Verantwortung voll wahrgenommen“ habe, und kündigte an, die Neuwahlen zu unterstützen. Es brauche nun einen Neuaufbau des Vertrauens in Österreich.
Auch der Medienwissenschaftler Bernhard Pörksen schrieb in der Zeit, dass jede journalistische Sorgfaltspflicht erfüllt worden sei und in der Abwägung zwischen dem öffentlichen Interesse und dem Persönlichkeitsrecht der Gefilmten das öffentliche Interesse daran, dass ein (damals zukünftiger) Vizekanzler sich „als potenziell bestechlich erweist“, „unter allen Umständen überwiegt.“ Strache habe dagegen „den totalitären Traum von einer ‚Orbánisierung‘ der Medienlandschaft geträumt und sich mit seinen FPÖ-Truppen dem Kampf gegen den unabhängigen Journalismus verschrieben. Er hat ihn verloren.“
Straches Angabe, das Treffen sei ein alkoholbedingter einmaliger Ausrutscher gewesen und er habe danach mit der vermeintlichen Oligarchin keinen Kontakt mehr gehabt, wird durch Berichte des Spiegel und der SZ in Frage gestellt: Nach diesen vorliegenden Belegen hatte Gudenus als FPÖ-Vertreter weitere Kontakte mit jener Unbekannten, beriet mit ihr im August 2017 ein weiteres Treffen und verabredete mit ihr eine öffentliche Zusicherung der von Strache angebotenen Aufträge.
So veröffentlichte Gudenus für die FPÖ eine Pressemitteilung, die von der Frau gewünschte Hinweise enthielt. Straches und Gudenus’ Vermutungen einer Verabreichung von K.-o.-Tropfen oder anderer toxischer Substanzen als Erklärung für ihr Verhalten auf Ibiza widersprach ein Gutachten des Rechtsmediziners Michael Tsokos und des Toxikologen Sven Hartwig: Die Gestik sei „inhaltsbezogen und nicht übertrieben“, Wortwahl und Grammatik seien trotz komplexer Sachverhalte „ausgefeilt“. Ausfallserscheinungen oder Schläfrigkeit bzw. Bewusstseinstrübungen seien nicht feststellbar gewesen.
Bei einer Durchsuchung von Straches Anwesen im Zuge der „Casinos-Affäre“ wurden umfangreiche Unterlagen beschlagnahmt, die Strache nach dem Bekanntwerden des Ibiza-Videos angelegt hatte. In diesen Akten befand sich auch eine Grafik, mit der Strache eine aus seiner Sicht gegen ihn bestehende Verschwörung und ein dahinter stehendes Netzwerk skizziert hatte, an dessen Spitze er die Israelitische Kultusgemeinde (IKG), den Verfassungsschutz, die ÖVP, Oligarchen und Freimaurer sieht.
Im Zuge der Rücklegung seiner politischen Funktionen ließ Strache sich auch auf der Kandidatenliste der Nationalratswahl 2017 nachträglich streichen, um sich für eine Rückkehr in den Nationalrat nach seinem Rücktritt zu sperren. Eine Streichung von der Liste für die Europawahl 2019 (Platz 42) war aus Termingründen nicht mehr möglich. Zwei Tage vor der Wahl wurde bekannt, dass Martin Sellner von der Identitären Bewegung eine Vorzugsstimmenkampagne für Strache befeuerte. Bei der Europawahl erhielt Strache mehr als die für ein Direktmandat notwendigen 33.000 Vorzugsstimmen und hätte damit ins Europaparlament einziehen können. Die Frist für einen Verzicht auf ein errungenes Mandat lief bis 2. Juli 2019. Am 17. Juni 2019 gab Strache bekannt, dass er das EU-Mandat nicht annehmen werde.
Am 13. Juni 2019 wurde bekannt, dass die Wirtschafts- und Korruptionsstaatsanwaltschaft (WKStA) gegen Strache, Gudenus und andere Personen wegen Untreue ermittelt. Dieses Verfahren wurde im Juli 2024 aufgrund mangelnder strafrechtlicher Relevanz eingestellt.
Im November 2019 belegte eine Rufdaten-Rückerfassung der „Soko Ibiza“, dass Strache vor der Veröffentlichung des Videos – nachdem Spiegel und SZ ihn mit seinen Aussagen konfrontiert hatten – unter anderem mit dem Immobilieninvestor und Signa-Gründer René Benko sowie der Waffenindustriellen-Gattin Kathrin Glock telefonierte.
Nachdem Strache gegen die beteiligten Journalisten des Spiegels und der SZ Ende Mai 2019 Anzeige wegen mutmaßlichen Verstoßes gegen § 201 und § 201a StGB eingereicht hatte, erklärte die Staatsanwaltschaft München I im November 2019 nach Prüfung, „dass sich die Beschuldigten nicht strafbar gemacht“ hätten. Ähnlich hatte die Staatsanwaltschaft Hamburg bereits im Juli 2019 die Einstellung der Ermittlungen gegen die Spiegel-Journalisten begründet.
Im Dezember 2021 präsentierte Strache sein Buch „Das Ibiza Attentat“. Im Vorwort schreibt Strache, es sei „eine persönliche Aufarbeitung und Abrechnung, jedoch keine Anklage“ und auch „keine Rechtfertigung und Abbitte“. Bei der Buchpräsentation bekräftigte Strache erneut, er habe sich außer „einem peinlichen Abend“ nichts vorzuwerfen. Die SZ-Journalisten Bastian Obermayer und Frederik Obermeier hätten „manipulativ reduziert“.
Er kritisierte seinen Parteiausschluss; das sei „nicht die Aufrichtigkeit [gewesen], die ich selbst gelebt habe“. Mit dem Buch habe er, so Strache, eine Abhandlung darüber geschrieben, was es heiße, konsequent zurückzutreten, selbst wenn ihn keine Schuld träfe.
In der im April 2022 ausgestrahlten ORF-Doku Der talentierte Herr Strache – Wie man (s)eine Karriere zerstört lassen Gegner, Weggefährten und Strache selbst die politische Karriere vom Aufstieg bis zum Fall Revue passieren und gehen dabei auch speziell auf die Ibiza-Affäre ein.

### Vorwurf der Widmung in antisemitischem Buch
Anfang Juni 2020 machte die Süddeutsche Zeitung handschriftliche Äußerungen publik, die laut einem von der Zeitung beauftragten Gutachter „mit an Sicherheit grenzender Wahrscheinlichkeit“ von Strache stammen. In dieser vermutlich aus dem Jahr 1992 stammenden schriftlichen Widmung in dem antisemitischen Pamphlet Jüdische Bekenntnisse von Hans Jonak von Freyenwald werden Juden als „Gegner“ bezeichnet, das Buch soll laut Eintrag „Dir einen Einblick in die jüdisch verworrene und machtlüsterne Gedankenwelt vermitteln“. Auch zwei Sinnsprüche auf der Innenseite des Buchumschlags hatte Strache laut SZ geschrieben, ein Zitat des deutschen Dichters und Historikers Ernst Moritz Arndt sowie ein Gedicht des 1973 verstorbenen österreichischen Nationalsozialisten Joseph Hieß. Das Buch selbst war ursprünglich 1941 im Nürnberger Stürmer-Verlag veröffentlicht worden und erschien als Nachdruck in einem rechtsextremen Bremer Faksimile-Verlag. Laut SZ hatte Strache das Buch für einen zum Milieu der deutschnationalen Verbindungen gehörenden Weggefährten signiert und ihm laut Eintrag zum „Julfest“ gewidmet. Strache selbst beklagte in einer Stellungnahme in sozialen Netzwerken eine „Kampagnisierung aus dem Ausland“, dementierte aber nicht die Sache an sich. Über seinen Anwalt ließ er mitteilen, er habe den Empfänger gekannt, er könne sich jedoch weder an das Buch noch an die Widmung erinnern. Judenfeindlichkeit lehne er „aus tiefer Überzeugung“ ab. Vertreter verschiedener Parteien äußerten starke Kritik und hielten Straches Rückkehr-Versuch in die Politik für inakzeptabel. Auf Anfrage erinnerte Straches Nachfolger im FPÖ-Vorsitz Norbert Hofer an den österreichischen „Grundkonsens, dass Antisemitismus keinen Platz haben“ dürfe. Auch der Präsident der Israelitischen Kultusgemeinde Wien und der Israelitischen Kultusgemeinden Österreichs Oskar Deutsch legte Strache den Verzicht auf ein politisches Comeback nahe und sagte, Strache sei „nie ehrlich mit seiner eigenen Biographie umgegangen“; es habe „keine Zäsur“ gegeben.

### Gerichtsverfahren wegen des Vorwurfs der Bestechlichkeit
Das Landesgericht für Strafsachen Wien verurteilte Strache am 27. August 2021 wegen Bestechlichkeit zu einer bedingten Freiheitsstrafe von 15 Monaten, was in Deutschland einer Bewährungsstrafe entspricht. Im Zentrum des Prozesses standen die Bemühungen des mitangeklagten Unternehmers Walter Grubmüller, mit seiner Wiener Schönheitsklinik Zugang zum staatlichen Privatkrankenanstalten-Finanzierungsfonds zu erhalten. Strache nahm nach Überzeugung des Gerichts Einfluss auf ein Gesetz zugunsten der Klinik. Grubmüller spendete der FPÖ, die damals noch in der Opposition war, 2016 2.000 und 2017 10.000 Euro.
Die Klinik bekam 2018 Zugang zu dem Fonds, nachdem Strache Vizekanzler geworden war. Laut Richterin Claudia Moravec-Loidolt lässt „die Chronologie der Ereignisse“ keinen Zweifel am Tatbestand der Korruption. Außerdem lud er Strache 2018 auf die Insel Korfu ein und stellte ihm vor der Europawahl 2019 weitere Spenden in Aussicht. In diesen Punkten wurden die Angeklagten freigesprochen.
Das Oberlandesgericht Wien hob das Urteil des Landesgerichts im August 2022 auf. Entlastende Chatnachrichten zugunsten von Strache seien nicht angemessen gewürdigt worden. Das Oberlandesgericht verwies das Verfahren an das Erstgericht zurück, wo es nun wiederholt werden muss. Bei dieser wurde er dann freigesprochen, wobei die Wirtschafts- und Korruptionsstaatsanwaltschaft (WKStA) gegen dieses Urteil Berufung angemeldet hat.
In einem zweiten Prozess wegen Korruptionsverdachts wurde Strache im Juli 2022 freigesprochen. Strache, so die Anklage, soll dem Immobilienunternehmer Siegfried Stieglitz einen Aufsichtsratsposten bei der staatlichen Autobahngesellschaft Asfinag verschafft haben. Stieglitz hatte 10.000 Euro – gestückelt – an einen FPÖ-nahen Verein gespendet und Strache zu seiner Geburtstagsfeier nach Dubai eingeladen. Ob es einen strafbaren Zusammenhang gab, darüber habe sie, so die Richterin am Landgericht Wien in ihrer Urteilsbegründung, keine „volle Gewissheit“.
Es sei nicht belegt, dass Strache von der Spende des Unternehmers gewusst habe, daher gebe es einen Freispruch „im Zweifel“. Auch der Unternehmer wurde freigesprochen. Der Freispruch wurde nach der Berufung der WKStA vom OLG Wien im Juli 2023 bestätigt. Damit ist Strache rechtskräftig freigesprochen.

## Politische Einordnung
Straches politische Positionen werden allgemein als rechtsnational und rechtspopulistisch rezipiert. Er betont Patriotismus („Österreich zuerst“), positioniert sich gegen die EU und warnt vor „Überfremdung“ und „Islamisierung“.
Christa Zöchling schrieb Strache 2003 in der Zeitschrift profil eine „Nähe zu nationalsozialistischem Gedankengut“ zu. Eine Klage Straches dagegen wurde 2004 in zweiter Instanz rechtskräftig abgewiesen. In der Urteilsbegründung hieß es, ihm sei ja nicht unterstellt worden, ein Neonazi zu sein oder ein solches Gedankengut zu pflegen, sondern eben eine gewisse Nähe zu diesem Gedankengut zu haben.
Im Oktober 2004 kritisierte ein Burschenschafter einen Vortrag von Strache beim „Antrittskommers der wehrhaften Korporationen Salzburgs“. Da der Streit bis zu den Feierlichkeiten in der Bude der pennalen Burschenschaft Rugia andauerte, forderte Strache ihn zu einer Mensur auf, die im darauffolgenden Monat stattfand. Dies wurde in mehreren Medien kritisiert und als Zeichen für die Nähe von FPÖ und schlagenden Burschenschaften gesehen.
Der Politologe Anton Pelinka hielt die Einordnung „rechtspopulistisch“ für Strache 2008 für „eine böse Verharmlosung“: „In anderen Staaten sagt man zu dem, wofür Strache und Haider stehen, Rechtsextremismus.“ Nach Richard Stöss (2006) verfolge Strache „einen deutschnationalen Oppositionskurs“.
Der Journalist Sebastian Fischer (2007) beurteilt Strache aufgrund seiner Parolen, Forderungen und Kontakte etwa als unglaubwürdigen, opportunistischen „rechtsradikalen Grüßaugust“, während seine Kollegin Sonja Hasewend ihn als fremdenfeindlichen, „strammen Nationalisten“ bezeichnet. Der ehemalige Präsident des Europäischen Parlaments Martin Schulz (SPD) sowie der Journalist und ehemalige EU-Parlamentsabgeordnete Hans-Peter Martin bezeichneten Strache als „Nazi“.
Nach Anton Maegerle (2009) ist Strache „seit Jahrzehnten tief im extrem rechten Milieu verankert“. Unter seiner Parteiobmannschaft drifte die FPÖ „extrem nach rechts“.
Hans Magenschab verglich im Jahr 2009 die Parolen der Wiener FPÖ unter Strache mit jenen Georg von Schönerers, einem der Gründerväter des Dritten Lagers im 19. Jahrhundert.
Der Politologe Marcel Lewandowsky attestierte Strache in einem 2011 erschienenen Buch Populismus. Strache wisse „anti-muslimische Ressentiments mit einem unbefriedigten Bedürfnis nach innerer Sicherheit, sozialer Gerechtigkeit und einer tendenziellen Modernisierungsskepsis zu verknüpfen“.
Der Politikwissenschaftler Florian Hartleb rechnet ihn zur „‚zweiten Generation‘ der Rechtspopulisten“. Auch die Politikwissenschaftlerin Paula Diehl nennt ihn einen Rechtspopulisten. Nach Hartleb fiel Strache, der als Haiders „Ziehsohn“ galt, nach der Übernahme der Parteiobmannschaft mit „fremdenfeindlichen Aussagen und […] antielitäre[m] Gestus“ auf. Straches politische Positionierung weise stilistisch und inhaltlich frappierende „Ähnlichkeiten zur Haider-FPÖ der 1990er“ auf. So verfolgte er ebenso wie sein Vorgänger bei der Nationalratswahl 2006 einen „antiislamischen Kurs“. Auch die Politikwissenschaftlerinnen Edma Ajanovic und Birgit Sauer befanden 2014, dass die FPÖ unter Strache vor allem eine „antimuslimische Rhetorik und Euroskeptizismus“ adaptiere, auch Strache selbst stehe dafür.
Laut der Antisemitismusforscherin Juliane Wetzel (2012) fällt Strache regelmäßig durch den „Ostküsten-‚Code‘“ auf, einer in der rechtsextremen Szene verwendeten Chiffre für die vermeintlich von „den Juden“ beherrschte Politik- und Medienlandschaft der Vereinigten Staaten.
Der Rechtsextremismus- und Antisemitismusforscher Heribert Schiedel vertritt die Ansicht, dass Strache sich wie damals Haider als „Anwalt der kleinen Leute“ inszeniere, mit denen er das Gefühl teile, „immer und überall zu kurz gekommen zu sein“. Diese laut Schiedel „Selbstinfantilisierung“ führe zu Angst und paranoiden Reaktionen, denn je kleiner sich jemand mache, desto „größer, mächtiger und feindlicher“ kämen ihm die Anderen vor. Daher würden die Ressentiments der Unzufriedenen geschürt.

## Privates

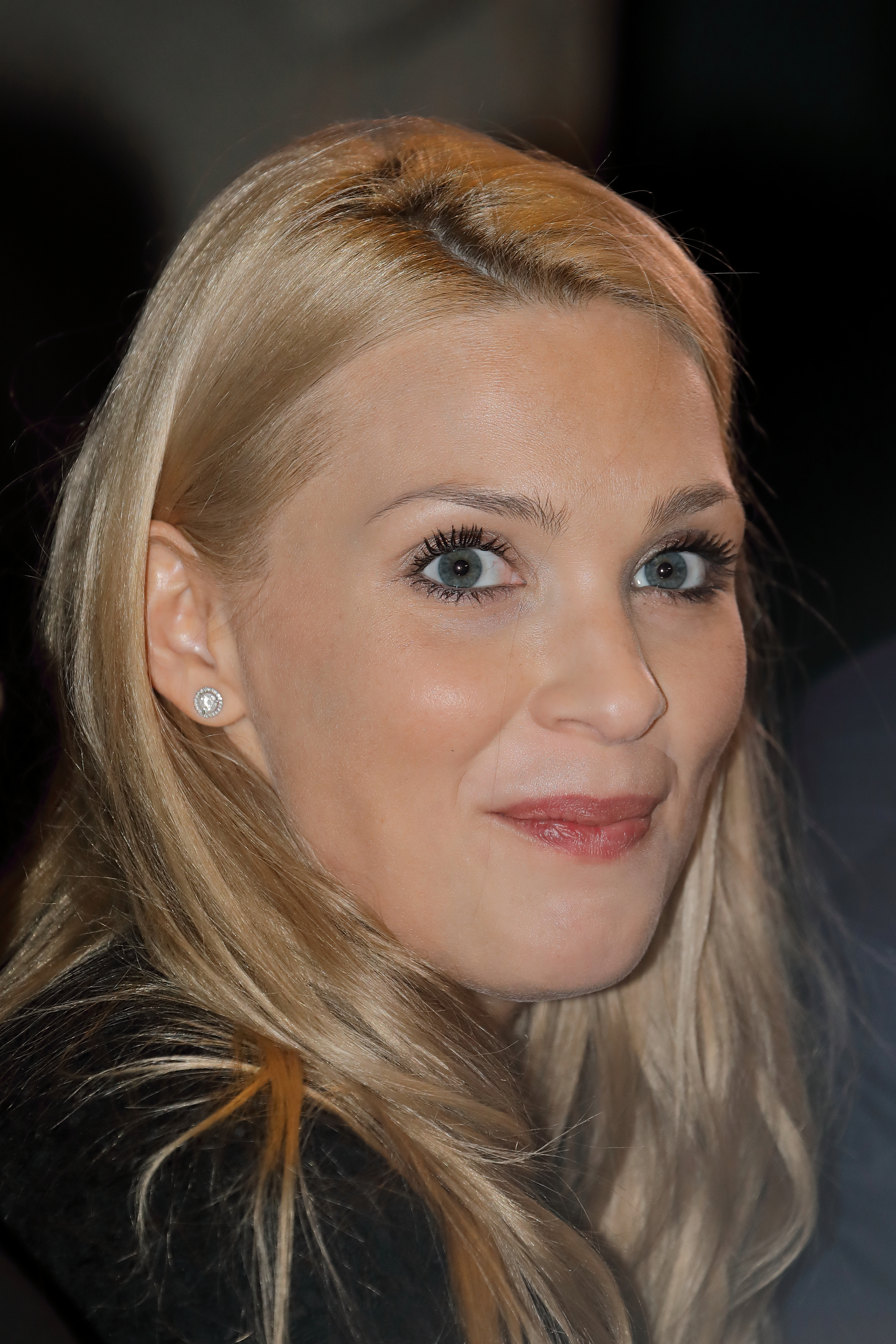
Philippa Beck (2019)

Im Jahr 1999 heiratete Strache Daniela Plachutta, die Tochter des Wiener Gastronomen Ewald Plachutta. Diese brachte zwei Kinder aus einer vorigen Verbindung in die Ehe mit. Gemeinsam bekamen sie zwei weitere Kinder, eine Tochter (* 2001) und einen Sohn (* 2003). Das Paar trennte sich Ende 2005 und ließ sich 2006 scheiden. Die Kinder blieben im gemeinsamen Haus bei der Mutter.
Aus der Verbindung mit einer nicht in der Öffentlichkeit in Erscheinung getretenen Frau hat Strache ein weiteres Kind, das Anfang 2016 geboren wurde.
Am 7. Oktober 2016 heiratete Strache in Weißenkirchen in der Wachau standesamtlich das Model Philippa Beck (* 1987).
Der gemeinsame Sohn kam am 1. Jänner 2019 zur Welt. Im August 2020 gab das Paar bei einer getrennten Zeugenvernehmung zur Frage der Zulassung von Heinz-Christian Strache als Kandidat für die Landtags- und Gemeinderatswahl in Wien 2020 an, getrennt zu leben. Philippa Strache bezeichnete die Ehe als „hoffnungslos zerrüttet“. Im September 2022 reichte sie die Scheidungsklage ein. Im Jänner 2023 wurde die Ehe geschieden. Seit Juni 2023 trägt sie wieder ihren Mädchennamen Beck.

## Auszeichnungen
- 2006: Ehrenmitgliedschaft der Fachstudentenschaft Rugia Eisgrub zu Wien, einer schlagenden Schülerverbindung des ÖPR[259][260]
- 2017: Großes Goldenes Ehrenzeichen mit dem Stern für Verdienste um die Republik Österreich[86]
- 2018: Dr. Jörg Haider Medaille der Jörg Haider Gesellschaft[261]

## Veröffentlichungen
- Keine Zukunft ohne Werte. In: Andreas Mölzer (Hrsg.): Was bleibt von der dritten Kraft? (= Zur Zeit, Die Edition, Band 3). W3-Verlags-Gesellschaft, Wien 2005, ISBN 3-900052-04-2, S. 41 ff.
- Das Ibiza Attentat: Was wirklich geschah und warum ich weiter für euch kämpfe. Books on Demand, Norderstedt 2021, ISBN 978-3-7557-1226-8.[262][263]